# Радар
Радар (скраћеница од енгл. radio detection and ranging) је уређај за откривање присуства, препознавање, одређивање положаја и брзине кретања објеката у простору. Развијен је за потребе војске, за откривање присуства летелица, бродова, тенкова и других борбених средстава. Касније је доживео велику примену и за цивилне потребе. Користи се у контроли ваздушног, воденог и друмског саобраћаја, за потребе топографије и геологије, а посебно у откривању и праћењу кретања облака у атмосфери (метеоролошки радар). Састоји се из више сложених компоненти, заснованих на савременој технологији електронике.

## Принцип рада
Принцип рада се заснива на емитовању генерисаних, и детекцији повратних (рефлектованих) електромагнетних таласа у облику уског снопа, супер високе учесталости, усмереном у простору у коме се налази објекат, који је циљ откривања и надгледања. Електромагнетни таласи се у вакууму праволинијски простиру из извора, одбијају се од површине објекта који им је на путу и праволинијски се враћају у простор, у правцима рефлексије. Пријемник радара прихвата повратни део, истог правца, који је рефлектован од „осветљеног“ објекта. Интензитет „ухваћеног“ дела враћених електромагнетних таласа, обично је врло слаб, те се појачава помоћу одговарајућих уређаја. Ти појачани повратни сигнали се рачунарски обрађују и анализирају, а добијени резултати дају одговор о присуству откривеног објекта, његовим основним карактеристикама, удаљености и брзини кретања, што се приказује на приказивачу (екрану). На основу анализираних одбијених сигнала и добијених параметара о објекту, исти се идентификује и прати.
Уски сноп електромагнетних таласа, усмерава се директно антеном. Правац из којег долази рефлексија одређује положај објекта у простору. Удаљеност објекта одређује се мерењем периода између преноса радарског импулса и пријема рефлексије. У већини радарских примена, овај временски период је веома кратак, јер електромагнетни таласи путују брзином светлости.
Радарски електромагнетни таласи се могу лако генерисати на ниво жељене снаге, рефлектовати, примити, појачати и детектовати. Због тих својих карактеристика, радар је погодан за детекцију објеката на веома великим удаљеностима, где би рефлексија од светлости или од звука била веома слаба. Општи ниво развоја електронике, аутоматике, дигиталне и рачунарске технологије је основа за веома динамичан развој радарских система.

## Историја радара
Развоју радара су допринели научници, инжењери и остали проналазачи, првенствено за потребе војске. Хајнрих Херц је још 1886. године доказао да се радио-таласи одбијају од чврстих објеката, што је основа за принцип рада радара.
Александар Попов, инструктор физике у морнаричкој школи Руске Империје, развио је уређај за откривање удара удаљених громова, користећи Кронштадеву цев, 1895. године. Следеће године, додао је на тај уређај одашиљач, на принципу електричног варничења. Током 1897. године, испитао га је у комуникацији између два брода, у Балтичком мору. На основу добијених резултата, Попов је закључио да се овај принцип може користити за откривање објеката у простору.
Немац Кристијан Хелсмејер је први користио радио-таласе за откривање присуства удаљених металним предмета. Он је показао, 1904. године, изводљивост откривања присуства брода у густој магли, али није измерио и његову удаљеност. Заштитио је откриће и уређај, патентом № 165546, у априлу 1904. године, а касније и за одређивање удаљености брода, патентом DE169154. Такође му је признат и британски патент GB13170, 23. септембра 1904. године, за први комплетан радар, који је назвао телемобилоскоп (енгл. telemobiloscope).
Никола Тесла је, у августу 1917. године, први успоставио принципе радне учесталости, снаге и концепт једноставног радара. Он је доказао, принцип генерисања електромагнетних таласа, које може произвести по вољи, послати их из извора и изазвати електромагнетни ефекат у простору. Сматрао је, да се тако може одредити позиција, правац и брзина кретања објекта, пример је брод на мору. Он је навео:
| „ | Електромагнетни таласи се могу искористити, ако се контролисано емитују из станице. Тада се може искористити њихов ефекат, у сваком појединачном делу света. Може се утврдити релативна позиција и параметри кретања објекта, као што је брод на мору. | ” |

Истраживачи, у америчкој морнарици Хојт Тејлор и Лео Јанг, открили су 1922. године, да је са радио-таласима од 60 MHz могуће одредити присуство бродова у простору. Упркос сугестији да се овај метод може користити ноћу и при смањеној видљивости, морнарица није одмах наставила истраживања. Морнарица је почела са озбиљним истраживањима примене овог принципа, после осам година. Након доказа да се радар може користити за праћење авиона.
Пре Другог светског рата, истраживачи у Француској, Немачкој, Италији, Јапану, Холандији, Совјетском Савезу, Уједињеном Краљевству и САД, самостално и у великој тајности, развијали су технологије, које су основа за конструкцију модерних верзија радара. Аустралија, Канада, Нови Зеланд, Јужна Африка и други, радили су на сличним истраживањима.
Француз Емил Жирардо је 1934. године, објавио направљен апарат за лоцирање објеката, наводећи да је „проналазак у складу са принципима које је објавио Тесла“, што је заштитио патентом № 788795 1934. године. Тај уређај је постављен на брод Нормандија, 1935. године.
Током исте године, совјетски војни инжењер П. К. Ошепков, у сарадњи са Лењинградским електротехничким институтом, произвео је експериментални апарат, који је могао детектовати авион удаљен 3 km од пријемника. Француски и совјетски системи, заснивали су се на континуалним радним таласима и нису постизали перформансе, као савремени импулсни радари.
Технологија радара је еволуирала у пулсирајући систем, а први такав уређај је демонстриран у децембру 1934. године, од америчког проналазача Роберта Пејџа. Радар је имао намену да у приморском појасу служи за ноћну претрагу. Центар за истраживање електромагнетних сигнала се заинтересовао за примену радара, резултат чега је и развој радарског система SCR-270. Демонстрацији тога система поред морнарице присуствовао је и Командант ваздухопловства, у новембру 1938. године. Овај прототип је прерађен у серијски стандард, а прве испоруке SCR-268 су почеле у фебруару 1941. године. То је био поуздани мобилни систем. На основу тога знања и технологије, развијен је и оперативно је коришћен у ваздухопловству радарски висиномер.
Затим је у мају 1935. године, у Немачкој, Рудолф Кухнхолд приказао пулсирајући систем. У јуну 1935. године, у Великој Британији, стручни тим на челу са Робертом Вотсоном Ватом, успешно је демонстрирао сличан систем.
Британци су у потпуности први, оперативно користили радаре, у систему одбране од напада авиона. Ово је било подстакнуто страховањем да Немци развијају систем „смртоносних зрачења“. Министарство ваздухопловства тражило је од британских научника, у 1934. години, да истраже могућност употребе ефеката електромагнетне енергије. Након студија, они су закључили да систем „смртоносних зрака“ није изводљив, али да откривање авиона са електромагнетним таласима јесте. Лабораторија Роберта Вотсона-Вата је те претпостављене могућности доказала реализацијом радног прототипа тога уређаја, што је и патентирано под № GB593017. Ово решење је послужило као основа за мрежу првих оперативних радара у одбрани Велике Британије. У априлу 1940. године, објављен је рад Роберта Вотсона-Вата и могућности искоришћења његовог патента за противваздушну одбрану, али не знајући да су америчка војска и морнарица развили радар са истим принципом рада. Такође, крајем 1941. године, амерички научници, у своме чланку наводе да британски систем за рано упозорење, на енглеској источној обали, вероватно јесте близу правог решења и принципа рада.
Касније је закључено да су Немци тада већ имали сопствене радаре, у многим погледима супериорније од британских, али су они радили на много краћим таласним дужинама. Верује се да тада нису ни мислили да развијају радаре већих таласних дужина, за извиђање британске обале, пошто им уочени торњеви нису личили на радарске станице и мислили су да им не прети опасност од раног откривања. На основу те заблуде, донели су погрешан закључак.
Рат је убрзао истраживања у великој потреби да се пронађу боља решења за супериорније карактеристике и веће могућности за радаре, и за њихову интеграцију у навигационе системе, британских бомбардера.
У послератним годинама расла је употреба радара у различитим областима, као што је контрола ваздушног саобраћаја, праћење метеоролошких услова, испитивања у геологији и астрометрији, топографији и контроли путне брзине у саобраћају.

## Примена
Радарски системи су примењени у различитим величинама, наменама, перформансама и са различитим спецификацијама. Неки радарски системи се користе за авионски саобраћај, контролу на аеродромима, а други великог домета се користе у система за надзор и рано упозоравање. Радарски систем је срце навигационог система летелица, пројектила и пловила. У примени су и мали преносни радарски системи, који се могу одржавати и управљати од стране једне особе, као и велики који заузимају неколико великих соба.
Често антена радара има слободу кретања, најчешће око две осе, за одређену величину угла закретања, то јест механички скенира у одређеном опсегу елевације и азимута. То решење се тешко реализује у условима малог расположивог простора, као у носном делу трупа ловачког авиона. Савремена технолошка решења са електронским скенирањем испуњавају ову функцију без механичког кретања антене. У условима већег простора за земаљске радаре, антена механички ротира око вертикалне осе и покрива цело окружење, у оквиру пуног круга од 360°. Међутим, тај ефекат остварују радари са антеном фазног низа, са плочама у равнима, страница тростране пирамиде, чиме се покрива исто кружно окружење. Приоритетна и прва употреба радара, била је за војне потребе: за лоцирање циљева у ваздуху, на Земљи и на мору. Ово се пренело, као и већина војних технологија, у цивилне области. Направљена су решења за цивилне авионе и бродове, и за контролу саобраћаја на путевима и друге потребе.
У ваздухопловству, поједини типови авиона су опремљени радарским уређајима који упозоравају на препреке којима се приближавају на своме путу, тако што унапред дају тачне податке о висинском растојању до њих. Прва комерцијална примена уређаја, послужила је на авиону 1938. године, на неким ваздушним линијама. Уређај је детектовао препреке на путу у магли и на аеродромима олакшао контролу приступа за слетање. Оператери су помоћу радија помагали пилотима да се оријентишу при слетању.
Код борбених авиона, поред тога што испуњавају улогу навигације као код цивилних, још су и саставни део интегрисаног нападно-навигацијског система са оружјем.
|                                                                  |                                                                                           |
| Руски радар Жук-А на ваздухопловној изложби „МАКС“ 2009. године. | Фазирана антенска решетка, са активним (електронским) скенирањем, за радар авиона Пак ФА. |

Радари у морнарици, користе се за одређивање правца кретања и растојања између бродова, како би се спречили међусобни судари, за глобалну навигацију на мору, одређивање позиције, удаљеност обале или других фиксних препрека, као што су острва.
Саобраћајна полиција користи радар за контролу саобраћаја, мерење брзине возила на путевима, броја возила и поштовање саобраћајних прописа.
У метеорологији, радари се користе за праћење облачности и падавина. Радари су постали основно средство за краткорочне прогнозе времена и упозоравање на лоше временске појаве, као што су торнадо и олује.
|                     |                              |
| Метеоролошки радар. | Снимак метеоролошког радара. |

У геологији и археологији се користе специјализовани георадари за „мапирање“ геолошког састава земљине коре односно истраживање археолошких налазишта. Радарски сателити користе се за прављење дигиталних елевационих модела.
Када је 12. фебруара 1942. 20 немачких бродова испловило из Бреста а британски радари нису опазили овај покрет због сметњи које су имали, Армијска оперативна истраживачка група (енгл. Army Operational Research Group) је добила задатак да истражи овај проблем. Задатак је поверен Џејмсу Хају, британском физичару. Хај је установио да је сметња била последица појачане активности Сунца. Осим тога, закључио је да су радарски сигнали који су погрешно тумачени као трагови ракета V-2 заправо трагови метеора. Ове своје закључке је Хај смео да објави тек по завршетку Другог светског рата. Након Другог светског рата, већ 1945. године, један расходовани војни радар је додељен Универзитету у Манчестеру, где је Џордел Бенк основао експерименталну станицу (данас Џордел Бенк опсерваторија).
|                                                   |                                                    |
| Џордел Бенк експериментална станица 1945. године. | Радио телескопи у Џордел Бенк опсерваторији данас. |

Предност употребе радара у метеорској астрономији се огледа у томе што је довољан један радар за одређивање положаја и брзине метеора (а најмање две видео или фотографске камере), чињеници да је радаром могуће детектовати и слабије метеоре од оних видљивих голим оком, као и што може детектовати метеоре без обзира на временске прилике (облачност, маглу, кишу), па чак и по дану. Ово последње је довело до открића бројних дневних радио-ројева.
Грана астрономије која се служи радаром зове се радарска астрономија. Радаром је могуће веома прецизно измерити даљину небеских тела, снимити облик астероида, мапирати површине и истраживати геологију планета и сателита.
|                                |                                    |                                  |
| Снимак астероида 4179 Тутатис. | Радарско мапирање површине Венере. | Радарски снимак површине Титана. |

## Конструкција
Први радари, били су са континуалним таласима, касније се прешло на импулсне, који имају веће могућности и боље перформансе.
Радарски систем поседује предајник који емитује електромагнетне таласе, који се зову радарски сигнали, усмерени у одређеном правцу и смеру антена — циљ. Када таласи стигну у контакт са објектом (циљем), они се рефлектују у различитим правцима, у зависности од облика „осветљење“ (додирне) површине тела. Када би осветлили металну равну плочу, постављену под 90°, у односу на њихов правац, таласи би се сви вратили истим правцем, према извору. Радари обично користе таласе учестаности између 30 MHz и 100 + GHz.
Радарски сигнали се добро одбијају од материјала велике електричне проводљивости, посебно од металних објеката, површине морске воде, мокрог земљишта и од површине мочваре. Неке од ових површина, погодне су за радарски одраз, који се може користити за радарске висиномере. Сигнали који се одбијају назад према пријемнику су пожељни и корисни за наменску функцију радара, они су у правцу и смеру циљ — антена пријемника. Електромагнети таласи се одбијају од чврстих објеката у ваздуху, или вакууму, који добро рефлектују радарске сигнале. Та особина чини радар погодним за детекцију авиона, бродова и других покретних и непокретних објеката. Детектоване информације садрже растојање, правац и брзину у односу на позицију радара. Ако су само расположиве информације растојање и азимут, то је 2D радар, а ако је присутна и висина, то је онда 3D. Када се објекат креће, од или према радару, мења се учесталост радио-таласа, због Доплеровог ефекта, што је основа за један од начина мерења његове брзине.
|                                              |                   |
| Шема принципа преноса сигнала и рада радара. | Блок шема радара. |

Радарски пријемници су најчешће, али не увек, на истој локацији као и предајник. Одбијени радарски сигнали, ухваћени са пријемном антеном су обично веома слаби, те се са електронским уређајем појачавају у функцији и за потребе приказа резултата детекције. Са софистицираним методима обраде сигнала, са процесором високих перформанси, исти се коригују за пригодну и корисну презентацију на приказивачу (екрану).
Слаба апсорпција радарских таласа од стране ваздуха, кроз који пролазе, основа је која омогућава радару да открије присуство објеката на релативно великом растојању, на којима зраци других таласних дужина, као што су светлосни, инфрацрвени, и ултраљубичасти, сувише брзо слабе и немају ефекат. Магла, облаци, киша, снежне падавине и суснежица блокирају светлосне таласе (смање видљивост), а скоро и да немају утицаја на простирање радарских таласа. Одређене, специфичне учестаности радарских таласа, које апсорбују или разлажу водена пара, киша или гасови у атмосфери (нарочито кисеоник), избегавају се при пројектовању радара, осим када је исти намењен за њихово откривање. Пренос радарских таласа кроз медиј, до објекта, назива се радарски сноп који осветљава циљ, без обзира на чињеницу што су ти таласи потпуно невидљиви за људско око или камеру.
Електромагнетни таласи се не простиру добро под водом. Стога се за подводну примену користи, сонар,
 чији принцип рада је базиран на рефлексији звучних таласа.

### Одраз (рефлексија) таласа
Електромагнетни таласи се рефлектују од површина које чине границу додирујућих материјалних средина (тела), са значајном међусобном разликом диелектричне и константе пермеабилности. То значи одговарајући објекат у ваздуху или вакууму, или остале значајније промене у атомској густини између објекта и окружења, рефлектоваће радарске таласе. Ово се посебно односи за материјале добре електричне проводљивости као што су метали и зато су радари посебно погодни за детекцију авиона, бродова и других возила. Материјали који апсорбују радарске зраке, користе се за израду објеката, као што су војна возила, са циљем да се истима смањи рефлексија радарских таласа, односно смањи уочљивост помоћу радарских система. У тој функцији се користе композитни материјали, магнетне супстанце, специјални премази тамне боје. Све су то средства за умањење уочљивости (смањења видљивости), такозвана стелт технологија (енгл. stealth technology).
Радарски таласи се рефлектују на различите начине, зависно од њихове величине и облика објекта. Ако је емитовани талас много краћи од циља, рефлексија ће бити слична као кад се светлост одбија од равног огледала. Учесталост радарских сигнала зависе од учесталости генерисаних таласа, а не од карактеристика идентификованог објекта. Рани радари су користили сигнале велике таласне дужине, веће од објекта, тако да су повратно примали слабе сигнале. Савремени системи користе краће таласне дужине (пар сантиметара) и тада се постиже детекција објеката величине векне хлеба. Ипак, радари велике таласне дужине погоднији су за детектовање на већим даљинама (користе се у војним системима за рано упозоравање).
Кратки таласи се рефлектују од заобљених површина, на сличан начин као што је светлосни одсјај од заобљеног комада стакла. Најбољи је повратни сигнал ако се осветли унутрашњост тела које има три равне површине које се састају у једној тачки, слично углу у унутрашњости кутије. Тада се добије ефекат радарског рефлектора. Најефикаснија је детекција са кратким таласима, који осветле плочасту равну површину под правим углом. Из тих разлога се по овим правилима, избегавајући примену већих плочастих површина, обликују невидљиви авиони, са чиме се допунски смањује њихова уочљивост, уз коришћење и других технологија. Та технологија је примењена при пројектовању авиона неуобичајеног облика F-117, где су у одређеној мери компромисно жртвовани критеријуми аеродинамичког обликовања. Ове мере делимично смањују радарски одраз због дифракције таласа, нарочито веће дужине.
Парчад материјала добре проводљивости, чија је величина једнака половини таласне дужине радарског таласа, имају добру рефлексију, али расејавају енергију у разним правцима, при чему је повратно према извору усмерена мања енергија. Мера колико објекат расејава радарске таласе, са којима је „осветљен“, се описује са појмом површине радарског пресека. Што је овај параметар мањи од стварног геометријског попречног пресека објекта, постигнут је већи ефекат расипања таласа, односно постигнуто је веће смањење уочљивости (више је објекат невидљив).
Ефекат парчића материјала добре рефлексије, користи се у војсци, за пасивне мере заштите од радарског откривања авиона или брода. Постоје системи са „диполима“ (малим ракетама), које се обично пуне са станиолским листићима. Када је авион у опасности откривања и држања у радарском снопу противника, у циљу лансирања и вођења своје ракете ваздух-ваздух, тада се избацују „диполи“ са станиолским листићима, са којима се после њихове експлозије, цело окружење брањеног авиона нађе у облаку од њих. Тако се направи потпуна дисперзија радарског „осветљења“ нападача. Тада се нападнути авион не види на екрану авиона нападача, а престане да буде и мета, за навођење помоћу интерног радара његове лансиране ракете.

### Математичка дефиниција параметара радара
Генератор радарских таласа је њихов извор, из једне тачке у неком простору. Када нема њиховог усмеравања, они се простиру по истим законитостима таласног кретања као и звук, у свима правцима равномерно, по скупу правих линија, радијално распоређених у односу на једну тачку (извор). То је случај када се простиру кроз вакуум. Њихова густина {\displaystyle \ S_{u}} (снага по јединици површине) опада удаљавањем од извора. Свака сферна површина, чији је заједнички центар положај извора радарског зрачења, представља поље исте густине неусмереног радарског зрачења. Са порастом полупречника сфере, њена површина расте (A= 4 π R^2), а густина неусмереног радарског зрачења опада, као што је илустровано на слици десно. Што доказује да густина неусмереног радарског зрачења {\displaystyle \ S_{u}} (специфична снага) опада са удаљавањем од извора (генератора).
{\displaystyle \ S_{u}={\frac {P_{s}}{\ A}}\quad \longmapsto \quad \ S_{u}={\frac {P_{s}}{{4}{\pi }\cdot {R^{2}}}}}
Радарски систем користи ову физикалност електромагнетног зрачења, које је усмерено са антеном, у облику снопа према објекту (циљу), у намени његове идентификације, одређивања параметара положаја и кретања. Рефлектовани део емитованог снопа прихвата пријемник радара, преко пријемне антене.
Усмерена густина радарског зрачења је:
{\displaystyle \ S_{g}=\ S_{u}\cdot G\quad \longmapsto \quad \ S_{g}={\frac {P_{s}}{{4}{\pi }\cdot {R^{2}}}}\cdot G}
Рефлектована снага зрачења, од „осветљеног“ објекта, враћена је према пријемној антени радара (види слику десно). Та снага је функција густине неусмереног радарског зрачења, ефикасности антене одашиљача и од ефективне радарске површине — површина радарског пресека ({\displaystyle \sigma }).
{\displaystyle \ P_{r}=\ S_{u}\cdot G\cdot \sigma \quad \longmapsto \quad \ P_{r}={\frac {P_{s}}{{4}{\pi }\cdot {{R_{1}}^{2}}}}\cdot G\cdot \sigma }
Густина пријемне снаге одбијеног радарског зрачења, испред пријемне антене, резултат је расподеле електромагнетног зрачења по површини коре лопте, чији је полупречник растојање од „осветљеног“ објекта до пријемне антене {\displaystyle \ R_{2}} (што се додирује са објектом). Аналитички се добија када се рефлектована снага зрачења подели са површином омотача лопте. Користи се одређивање примљене снаге на антени {\displaystyle \ P_{e}}:
{\displaystyle \ S_{e}={\frac {P_{r}}{{4}{\pi }\cdot {\ {R_{2}}^{2}}}}\quad \iff \quad \ P_{e}=\ S_{e}\cdot A_{w}\quad \longmapsto \quad \ P_{e}=\ S_{e}\cdot A\cdot K_{a}\quad \iff \quad A_{w}=A\cdot K_{a}}
| {\displaystyle \ P_{e}={\frac {P_{r}}{{4}{\pi }\cdot {{R_{2}}^{2}}}}\cdot A\cdot K_{a}} |
| Примљена снага повратног сигнала                                                        |

У општем случају, када су предајник и пријемник на истој локацији ({\displaystyle \ R_{1}=R_{2}}) и заменом рефлектоване снаге {\displaystyle \ P_{r}}, одговарајућим изразом, помоћу илустроване математичке трансформације, добија се потпунији облик једначине за примљену снагу сигнала.
Увођењем параметра таласне дужине {\displaystyle \ \lambda }, у последњу једначину на горњој слици,
 преко одговарајуће везе:
{\displaystyle \ G={\frac {{4}{\pi }\cdot A\cdot K_{a}}{\lambda ^{2}}}\quad \longmapsto \quad A\cdot K_{a}={\frac {G\cdot \lambda ^{2}}{{4}{\pi }}}}
Приказаном трансформацијом, добијају се једначине за теоретско срачунавање основних перформанси радара.
| {\displaystyle \ P_{e}={\frac {{P_{s}}\cdot {G}^{2}\cdot \sigma \cdot \lambda ^{2}}{\left({4}{\pi }\right)^{3}\cdot \ {R}^{4}}}\quad \longmapsto \ R={\sqrt[{4}]{\frac {P_{s}\cdot {G}^{2}\cdot \lambda ^{2}\cdot \sigma }{P_{e}\cdot ({4}{\pi })^{3}}}}}                               |
| |
| {\displaystyle \ R_{max}={\sqrt[{4}]{\frac {{P_{s}}\cdot {G}^{2}\cdot \lambda ^{2}\cdot \sigma }{{P_{e}}_{min}\cdot (4\pi )^{3}}}}\quad \longmapsto \ R_{max}={\sqrt[{4}]{\frac {{P_{s}}\cdot G^{2}\cdot \lambda ^{2}\cdot \sigma }{{P_{e}}_{min}\cdot ({4}{\pi })^{3}\cdot L_{gub}}}}} |

Прва једначина показује да снага повратног сигнала опада, са четвртим степеном растојања, што значи да је пријем сигнала од далеких циљева веома отежан. На основу ове једначине, може се срачунати растојање између радара и „осветљеног“ објекта (циља), ако су познати сви потребни параметри.
Највећи домет радара, дефинисан је другом једначином, на основу минималне снаге {\displaystyle \ {P_{e}}_{min}}, коју може прихватити пријемна антена, а довољна је за детекцију циља.
Ове једначине су прихватљиве за теоретско срачунавање перформанси радара. Међутим за већу тачност је неопходно узети у обзир губитке, апсорпцију медија кроз који се преносе таласи, као и губитке због њихове дисперзије. Ови губици се дефинишу са укупним фактором губитака (Lgub), који је збир парцијалних. Услед постојања ових губитака, очигледно је да се смањује радарски домет. Проток радарских таласа кроз идеалну средину вакуума, нема никаквих губитака (Lgub = 1). У другим срединама је (Lgub > 1).
У пракси се проблем своди на то да мали губици и други чиниоци, под четвртим кореном, губе практични значај па се може довољном тачношћу упростити једначина:
| {\displaystyle \ R_{max}\approx {\sqrt[{4}]{P_{s}}}} |

Ознаке коришћених појмова и карактеристика:
| - {\displaystyle \ A_{i}} [m^2] = сферична површина омотача лопте, полупречника {\displaystyle \ R} - {\displaystyle \ A} [m²] = геометријска површина антене - {\displaystyle \ A_{w}} [m²] = ефективна површина антене - {\displaystyle \ S_{u}} [W/m²] = густина неусмереног радарског зрачења - {\displaystyle \ S_{g}} [W/m²] = густина усмереног радарског зрачења - {\displaystyle \ S_{e}} [W/m²] = густина пријемне снаге радарског зрачења - {\displaystyle \ P_{s}} [W] = снага предајника - {\displaystyle \ P_{r}} [W] = рефлектована снага - {\displaystyle \ P_{e}} [W] = примљена снага повратног сигнала | - {\displaystyle \ R} [m] = удаљеност од предајника до места посматране вредности густине неусмереног радарског зрачења - {\displaystyle \ R_{1}} [m] = удаљеност од предајника до циља - {\displaystyle \ R_{2}} [m] = растојање од циља до пријемника - {\displaystyle \ G} = ефикасност предајне антене - {\displaystyle \ \sigma } [m²] = површина радарског пресека - {\displaystyle \ \lambda } [m] = таласна дужина - {\displaystyle \ L_{gub}} = фактор губитака - {\displaystyle \ K_{a}} = коефицијент ефикасности антене |

### Доплеров ефекат
Доплеров ефекат заснива се на принципу промене учестаности услед релативног кретања радара и објекта, предмета детекције. Тада долази до промене учестаности таласа, регистрованог у пријемнику радара. На пример, звук путује са релативно малом брзином, око 360 m/s, и због тога је могуће запазити Доплеров ефекат када прође возило са брзином од 4 m/s и са укљученом сиреном. Мада, овај пример резултује у малој промени учестаности, свега од (1%), али људско ухо то веома добро региструје.
Поједностављено, за лако разумевање феномена, погодна је и следећа аналогија. Када се претпостави постојање два играча са лоптама, бацач и хватач. У случају када хватач стоји у месту, а бацач се креће и баца лопте хватачу у истим временским размацима између суседна два бацања. Претпоставља се, да се све бачене лопте увек крећу са константном брзином, на целој својој путањи. У случају када би ове обе особе стајале у месту, хватач би имао исто време између хватања две суседне лопте. Међутим, када се бацач креће у односу на хватача, ситуација је другачија. У току његовог приближавања хватачу, лопте би стизале са перманентним смањењем временског размака између две суседне. У тренутку њиховог најмањег растојања, тај временски размак између пристиглих лопти би био најкраћи. После тога тренутка, како растојање између играча расте, расло би и време између пристизања две суседне лопте. У аналогији са радаром, бацач лопти је „радарски одраз“, а хватач је радарски пријемник. Па се по тој аналогији мења и таласна дужина, при простирању таласа код релативном кретању циља (рефлектора) и пријемника, што је и илустровано на сликама десно. Дакле, релативна разлика у брзини између извора и једног посматрача је оно што изазива Доплеров ефекат.
У случају радара, брзина његових таласа је много већа него брзина звука, па је и последична промена много мања. Савремена електроника, мерна и рачунарска технологија, боље региструју и обрађују ове промене него што је то у стању људско ухо, за звук. Брзине, као што су пар сантиметара у секунди, могу се Доплеровим ефектом веома лако измерити, а прецизност је много већа него код других метода. Практично сваки савремени радар користи овај принцип.
Радар са Доплеровим ефектом, користи ефекат промене учестаности таласа (f) са променом релативног положаја објекта (циља), за мерење његове брзине. Једначина, за тако дефинисан проблем, сагласна Доплеровом ефекту, гласи:
{\displaystyle f={\frac {v+v_{r}}{v-v_{s}}}\cdot {f_{0}}\quad \longmapsto \quad \ v_{s}=\ v-\left(v+v_{r}\right)\cdot {\frac {f_{0}}{f}}}
Где је:
| - {\displaystyle \ f_{0}} = референтна учестаност - {\displaystyle \ f} = измењена учестаност - {\displaystyle \ v=c_{0}} = брзина радарског таласа (брзина светлости) | - {\displaystyle \ v_{r}} = радијална брзина посматрача (пријемника радара) - {\displaystyle \ v_{s}} = радијална брзина циља |

Често се користе промене фазе повратног сигнала уместо промене учестаности. Треба подвући да је само радијална компонента брзине на располагању за мерење. Стога, када се објекат креће под правим углом, у односу на радарски зрак, не региструје се брзина, док ако су објекат и пријемник на заједничкој путањи кретања региструје се потпуна брзина.

### Поларизација
Радар емитује сигнале у виду усмереног осцилирајућег таласа. Поларизација је облик равни у којој талас осцилује. Према облику равни и облику осциловања, у њој, постоји подела поларизације:
| - По карактеристикама - линеарна и - случајна (насумична). | - По облику - вертикална, - хоризонтална, - циркуларна (лева и десна) и - елиптична. |

| |                                                                               |                                                                             |
| Осветљење циља са хоризонталном и вертикалном поларизацијом. За овај облик циља, ефикаснија је хоризонтална. | Лева „циркуларна поларизација“. Код ње је кружно простирање радарских таласа. | Упоредно, све три врсте поларизације радарских таласа. Кружна је у средини. |

Вертикална и хоризонтална се одвијају у тим равнима. Циркуларна се кружно одвија у леву или у десну страну. Елиптична се добија са сабирањем сложених сигнала истих учестаности.
Циркуларна поларизација се користи за смањење утицаја влаге на простирање радарских таласа. Линеарна поларизација, користи се за површине метала, и помаже да се игнорише утицај влаге. Случајна (насумична) поларизација, користи се за фракталну површину, као што су стене или земљиште и користе се код навигационих радара.

### Карактеристике и фактори ремећења

#### Сноп, путања и домет радарског зрачења
Радарски зрак у вакууму има линеарну, а у атмосфери закривљену путању услед варијација индекса преламања ваздуха. Чак када се зрак паралелно емитује са земљином површином, он се удаљава изнад ње, због закривљености испод хоризонта. Осим тога, сигнал слаби од утицаја средине кроз који пролази, а зраци и цео њихов сноп деформишу свој облик.
Максимални домет конвенционалних радара може бити ограничен са више фактора:
- Линија видљивости, која зависи од њене висине изнад земље.
- Максимални „недвосмислени“ домет, који је одређен са могућношћу понављања учестаности импулса. То јест, када импулс путује дуж линије домета и врати се пре следећег емитованог пулса, то је „максимални недвосмислени домет“
- Осетљивост радара и снага повратног сигнала, обрачунати су у једначинама перформанси радара. У њима су укључени утицајни фактори губитака и смањења „уочљивости“, као што је радарски попречни пресек циља.

#### Бука
У електроници бука се односи на електронски сигнал који је аналоган шуму у аудио систему. „Бука“ је интерни извор случајних промена у сигналу, који може бити генерисан од било које електронске компоненте. Обично се појављује као случајна варијација сабирања са нежељеним одјеком сигнала, добијеним у радарском пријемнику. Мања снага жељеног (корисног) сигнала, теже надјача и издваја се од „буке“ (слично покушавају да се чује шапат поред пролазећег воза). Фактор шума је мера „буке“ регистроване од пријемника, у односу на идеални пријем. Та разлика треба бити сведена на минимум.
„Буку“ (шум) генеришу насумичне термичке промене, чији је узрочник обично електроника. У електричном проводнику, дешавају се промене отпора и генерисање топлоте, без обзира на примењени напон.
„Бука“ се такође генерише и из спољних извора и то најчешће из природне топлотне радијације око окружења приоритетног циља. Код модерних радарских система, због високих перформанси пријемника, унутрашња „бука“ је обично нивоа „буке“ спољашњег окружења или нешто мања. Изузетак је ако је радар у окружењу ведрог неба, када је хладније па се генерише врло мала спољашња топлотна „бука“.
Такође, појављује се варирање буке због проласка електрона, које зависи од односа 1/f. Овај допринос буке много је мањи, од топлотне, када је учестаност велика. Стога, код импулсних радара, систем увек ради са променљивом учестаности, па се бира област најмање „буке“.
Средњи квадратни напон услед топлотне „буке“ {\displaystyle \ v_{n}}, генерисан из електричног отпора {\displaystyle \ R}, преко пропусног опсега {\displaystyle \ \Delta f}, дат је једначином:
| {\displaystyle \ v_{n}={\sqrt {4k_{B}TR\Delta f}}} | {\displaystyle ;\quad \iff \quad \quad } | Где је: - {\displaystyle \ k_{B}} = Болцманова константа - {\displaystyle \ T} = температура у степенима Келвина |

Да би се смањио ниво унутрашње топлотне „буке“, хладе се поједина електронска кола система радара. „Бука“ се може смањити и ако се сигнал подели преко више филтера за обраду сигнала импулсног Доплера, чиме се смањује његов ниво, сагласно броју филтера. Ова побољшања зависе од кохерентности решења.

#### Мешање
Радарски системи морају да превазиђу нежељене сигнале и да се фокусирају само на стварне циљеве од интереса за извршење задатка. Ови нежељени сигнали могу да потичу од унутрашњих и спољних пасивних и активних извора. Способност радарског система за превазилажење ових нежељених сигнала је да дефинише свој однос „сигнал-бука“ (SB). „Сигнал-бука“ је дефинисан као однос снаге сигнала (битне информације) и позадинске „буке“ (нежељени сигнал):
{\displaystyle \mathrm {SB} ={\frac {P_{\mathrm {signal} }}{P_{\mathrm {buka} }}},}
Више система се користе за изолацију сигнала стварног циља од околних нежељених сигнала (шума, односно буке). SB је мера, која се користи у науци и инжењерству, који пореди ниво жељеног сигнала са нивоом „буке“ у позадини. Као што је приказано, дефинише однос снаге сигнала и снаге шума. Однос већи од 1:1 показује више сигнала од буке. Док се SB често односи на електричне сигнале, може се применити и на било коју другу врсту сигнала.
У горњој једначини P је просечна снага. Оба сигнала, снаге корисног и снаге шума морају да се мере на истим или еквивалентним тачкама у систему, а у оквиру истог пропусног опсега система. Ако се сигнали мере преко исте импедансе, онда се SB може добити израчунавањем односа квадрата њихових амплитуда:
{\displaystyle \mathrm {SB} ={\frac {P_{\mathrm {signal} }}{P_{\mathrm {buka} }}}=\left({\frac {A_{\mathrm {signal} }}{A_{\mathrm {buka} }}}\right)^{2},}
Где однос амплитуда је квадратни корен од SB, може се нпр. односити и на сигнале напона. Многи сигнали имају веома широк динамички опсег, па се SB често изражава помоћу логаритамске скала децибела. У децибелима, SB је дефинисан однос снаге:
{\displaystyle \mathrm {SB} =10\ log_{10}\left({\frac {P_{\mathrm {signal} }}{P_{\mathrm {buka} }}}\right)=P_{\mathrm {signal,dB} }-P_{\mathrm {buka,dB} },}
| При коришћењу амплитуда, однос „сигнал-бука“ је: | {\displaystyle \mathrm {SB} =10\ log_{10}\left({\frac {A_{\mathrm {signal} }}{A_{\mathrm {buka} }}}\right)^{2}=20\ log_{10}\left({\frac {A_{\mathrm {signal} }}{A_{\mathrm {buka} }}}\right),} |

Овај се појам понекад користи неформално, за однос корисних и лажних информација, или ирелевантних података у разговору. На пример, у отвореним форумима и другим скуповима. Када се одлута са теме, тада се те поруке сматрају као „шум“ (бука), који се меша са основним „сигналом“ (темом) одговарајуће расправе.

#### Вишеструки сигнали (гужва)
„Гужва“ се дешава на таласима радио учестаности, када се одраз враћа од неважних циљева за кориснике радара. Ови циљеви обухватају природне објекте као што су Земља, море, падавине (киша, снег или град), песак од олује, животиње (нарочито птице), атмосферске турбуленције и друге атмосферске утицаје, одразе јоносфере и стазе метеора. „Гужва“ се може генерисати и од вештачких објеката као што су зграде и намерно, помоћу радарских ометача, као што су диполни антирадарски рефлектори (пасивна противрадарска заштита, станиолски листићи).
Некада „гужва“ може бити изазвана са дугачким радарским таласоводом, између радарског примопредајника и антене. У типичном концепту радара показивача позиције са ротирајућом антеном, то се обично манифестује као „сунце“ у центру екрана, пошто пријемник реагује на одраз од честица прашине и погрешне учестаности у таласоводу. Подешавањем тренутка између слања пулса, са одашиљача и фазе на пријемнику, генерално је могуће смањити појаву „сунца“ на показивачу, без утицаја на тачност опсега.
Док неки извори „гужве“ могу бити непожељни за неке апликације радара, као што су олујни облаци за задатке одбране од напада из ваздушног простора, исти су пожељни за метеоролошко праћење. „Гужва“ се сматра пасивним извором сметњи, јер се појављује само као одговор на сигнал послат од радара.

Постоји неколико метода за откривање и неутралисање „гужве“. Многе од тих метода се ослањају на чињеницу да „гужва“ има тенденцију да се појављује при статичком режиму рада радара, који у принципу скенира. Стога, када се касније упореди са одразом при скенирању, жељени циљеви ће се појавити да се крећу, а сви стационарни одјеци тада се могу препознати и елиминисати као „гужва“. Велика „гужва“ се може смањити са коришћењем хоризонталне поларизације, док се киша и влага смањује са циркуларном поларизацијом. Код метеоролошких радара пожељан је супротан ефекат, тада је ефикасније користити линеарну поларизацију, због боље детекције падавина. Друге методе за превазилажење „гужве“ се састоје у настојању повећања односа „сигнал-бука“ (SB). 
Иако је у великом броју случајева, „гужва“ изазвана географским условима копна, што генерише стационарне сметње, често је и ефекат ветра на њихање дрвећа и слично узрок непожељном одразу. Из тих разлога, са увођењем Доплеровог ефекта се уочава тај помак на радарском одразу. У овим случајевима Доплеров ефекат је важан метод уклањања тих нежељених сигнала у делу њихове обраде. То је посебно важно за велики број радарских система изнад мора, када рефлексија радарских таласа садржи утицај покретних таласа (види се на слици).
Константа односа лажних упозорења, открива се са заједничким обликом алгоритма, који се користе у радарским системима за детекцију одраза циља при сметњама и лажним сигналима. Пријемником се аутоматски подешава одржавање константног нивоа укупне видљиве „гужве“. Док то не помогне у откривању циљева, маскирана јача „гужва“ их окружује, то не помаже да се направи разлика са јаким осветљењем циља. У прошлости, радарска „аутоматска контрола“ је извођена електронски и под утицајем појачања целог радарског пријемника. Како су радари напредовали, прешло се на рачунарски софтвер за „аутоматску контролу“, који управља и утиче на добитак веће густине одраза, у специфичним ћелијама откривања.
„Гужва“ такође може да потиче и од вишеструких одраза од истог циља, због рефлексије тла, атмосферских концентрација или јоносферске рефлексије / рефракције. Исто тако најезда великих јата птица и инсеката. Овај тип „гужви“, посебно је непријатан, јер изгледају слике реалне, крећу се и понашају као и други стварни
 циљеви од интереса за откривање.
Ти лажни циљеви су двојници, или како се називају „духови“ (види слику десно). У типичном сценарију, одраз авиона се вишеструко огледа са рефлексијом праве слике од земље испод, или облака изнад. На екрану се појављује као идентичан циљ поред реалног. Радар може да покуша да уједини те слике циља, подаци о висини циља су погрешни, или још горе њихова елиминација је немогућа. Ови проблеми се могу превазићи укључивањем основне мапе окружења радара и са елиминацијом рефлексије земље изнад одређене висине. У новијим системима контроле летења радарска опрема користи алгоритме за идентификацију лажних циљева, упоређујући тренутни повратни пулс, са суседним, као и стално рачунајући податке о положају радара и циља.
Ветрогенератори (ветрењаче) могу имати негативан утицај на рад радара и његову способност да прикаже радарску слику преко и поред ових објеката. Ово смањење ефикасности радара да испоручи исправне податке, може да утиче на погрешну временску прогнозу и на упозорење на опасност. За ову неповољну обману постоји више примера.

#### Намерно ометање
Ометање радара се односи на сигнале у облику радио учестаности, који потичу из спољњег извора, преносе се са учестаношћу радара и тиме се маскира циљ, који је од интереса за оператора (као што су сопствени авиони у ваздушном простору). Ометање може бити намерно, код електронског ратовања, део је тактике. Ометање се сматра активним када се спољни извор меша са истом учестаношћу, а тај реметећи уређај је изван радарског система и уопште нема везе са његовим сигналима.
Активно ометање је проблематично за радар, пошто сигнал ометања путује само у једном смеру (од ометача на радарски пријемник), док радарски сигнал путује истим правцем два пута у оба смера (радар-циљ-радар) и због тога је значајно смањена снага тога повратног сигнала, који се враћа у радарски пријемник. Ометачки сигнал стога може бити много мање снаге од снаге предајника радара и да ефикасно замаскира циљ дуж линије вида од ометача до радара. Ометачу је додат ефекат који утиче на радар и уз друге линије „вида“, због споредних снопова које хвата радарски пријемник.
Ометање може уопштено бити смањено са сужавањем бочног зрачења на мањи угао, а никада не може бити потпуно укинуто, када се радар директно суочава са ометачем који користи исту учестаност и поларизацију. Вишелинијско (бочно) ометање може се превазићи са смањењем примања бочних таласа, са пројектом антене радара и са коришћењем зрачења антене за откривање и непоштовање неважних сигнала. Друге технике за повећање отпорности радара против ометања користе се и стохастичке промене учестаности и поларизације.
Пасивно ометање је маскирање својих објеката (авиона, бродова) са облаком листића и трака станиола и влакана стаклене вуне, који се расипају у ваздушном простору у зони штићених циљева. Често се то користило у Другом светском рату, а и данас у софистицираним системима аутоматски избациваних дипола у облику ракетица (патрона).
Ометање је недавно постао проблем и за C-опсег (5,66 GHz), метеоролошких радара са већим учестаностима од 5,4 GHz, WiFi-опсег.

## Обрада радарских сигнала

### Мерење растојања

#### Техника мерења и ограничења
Један од начина мерења удаљености неког објекта може бити када се емитује кратак импулс, и након тога измери потребно време за повратак његовог одбијеног сигнала од објекта. Удаљеност је једна половина укупног пута, који је сигнал прешао, а добија се када се брзина светлости помножи са половином времена путовања радарског зрака (због тога што сигнал треба да допре до објекта и да се врати назад до пријемника). Брзина сигнала је брзина светлости, што чини кретање у веома кратком времену. Због овог разлога прецизна мерења удаљености су била компликована док није уведена електроника високих могућности. Из тих разлога, старије генерације радара су били ограничених могућности и прецизности мерења, радили су у оквиру грешке од пар процената.
{\displaystyle \ R={\frac {{\ c_{0}}\cdot \ t}{2}}}
Где су:
- {\displaystyle \ R} [m] = удаљеност од радара до места циља
- {\displaystyle \ c_{0}\approx 3\cdot 10^{8}} [m/s] = брзина светлости

{\displaystyle \left(c_{0}=299.792,458\right)\quad } [km/s]
- {\displaystyle \ t} [s] = време

У принципу, пријемник не открије рефлектовани зрак све док се не врати емитовани сигнал из антене предајника. Коришћењем уређаја, који се назива дуплексер (енгл. duplexer), смењује се укључивање и спровођење радарских сигнала, емитовања и повратка од рефлексије, по унапред утврђеном временском редоследу. Одређена раздаљина је једнака половини резултата мерења дужине импулса, помножена са брзином светлости.
Радари који користе исту антену за емисију и пријем радарских таласа преко уређаја, који се назива дуплексер, обично имају смањену могућност за мерење малог растојања до циља (Rmin). То проистиче из чињенице да је тада велики пренос рефлектоване снаге пријемника, а који мора бити искључен током времена емисије радара, продужава неопходно време за прелазни процес. Из тих разлога је при мерењу мале удаљености између антене и циља (Rmin), је процес усложњен. Захтева се да емитујући пулс мора потпуно напустити антену и тек тада радарски систем може да пређе на пријем. Зато време емитовања ({\displaystyle \tau }) мора бити што је могуће краће, ако је циљ близу, али му је минимална вредност технички лимитирана. Време пребацивања ({\displaystyle t_{prebaciv.}}) са емисије на пријем, преко дуплексера, такође је утицајни фактор у једначини за минимално растојање:
{\displaystyle \ R_{min}={\frac {\ c_{0}\cdot \left(\tau +t_{prebaciv.}\right)}{2}}} [m]
Пример, ако радар у контроли ваздушног саобраћаја има пренос импулса у времену од 1 микросекунди и време за опоравак од дуплексер 100 ns, онда је минимална удаљеност мерења 165 m.
Слични услови су и за мерење максималне раздаљине. Следећи импулс се не шаље, док се не прими претходни повратни од циља, иначе пријемник не би могао регистровати разлику. У циљу максимизирања даљине мерења, проба се неколико поновљених вредности размака времена трајања између два суседна импулса, или реципрочно, понављају се учестаности импулса.
Ова два услова и захтева за мале и велике удаљености, међусобно су у супротности, то није лако међусобно помирити у једном радару. То је зато што је кратки импулс потребан за добро мерење минималне даљине, за што је потребно мање укупне енергије, а рефлектовани сигнал је слаб, те је са њим теже открити циљ. Због тога радари нису универзални, сваки користи посебан тип сигнала. Радари за велика растојања користе дуге импулсе са дугим временским размаком између њих а радари кратког домета користе краће импулсе са мањим временским размаком између њих. Овај образац дужине импулса и размака између њих је познат као учестаност, једна је од главних карактеристика сваког радара. Са савременом технологијом електронике, тај проблем је превазиђен, многи радари сада могу да промене своју учестаност, а са тиме и домет.
{\displaystyle \ R_{max}={\frac {\ c_{0}\cdot \left(PRT-P_{w}\right)}{2}}\quad \longmapsto \quad \ R_{max}\approx {\frac {\ c_{0}\cdot \left(PRT-P_{w}\right)}{6,66}}} [km]
У претходној једначини је брзина светлости ({\displaystyle \ c_{0}}), период понављања импулса ({\displaystyle PRT}) и величина импулса ({\displaystyle P_{w}}). Ако емитовање импулса траје око 1 µs и прође време до укључивања пријема више од 1.000 микросекунди, што је у овом разматрању занемарљиво и може се слободно игнорисати.
Домет, резолуција и карактеристике примљеног сигнала у односу на буку у великој мери зависе од облика импулса. Зато се импулс често модулише за постизање бољих перформанси, користећи технику познату као „компресија импулса“.
Даљину је могуће измерити и као функцију времена. У теорији радара, податак за јединицу дужине је миља и време за које је потребно да радарски импулс путује једну наутичку миљу је реперна временска јединица за мерење трајања одласка и повратка сигнала од циља. Наутичка миља има тачно 1.852 m, дељењем ове раздаљине са брзином светлости, а затим множењем резултата са 2 (два пута растојање), даје резултат од око 12,36 микросекунди.

#### Модулација учестаности
Други начин за мерење удаљености је базиран на модулацији учестаности. Упоређивање учестаности између два сигнала, много је прецизније, чак и са старијом електроником, него помоћу мерења времена трајања емитовања одлазећег и пристизања повратног сигнала. Мерењем учестаности повратног сигнала и упоређивањем са оригиналом, може се лако уочити разлика међу њима.
Ова техника се може користити код система, као што је радарски висиномер на авионима. У овим системима „носећи“ радарски сигнал је модулиране учестаности на предвидљив начин, типично варирајући горе и доле са синусним таласом на звучним учестаностима. Изворни сигнал се шаље са једне антене, а прима се рефлектовани на другој, која је типично лоцирана испод авиона, па се сигнали међусобно упоређују. Пошто се учестаност сигнала стално мења, за укупно време његовог путовања од емисије до рефлектованог повратка, што значи да се повратног преноса значајно промени на неку другу вредност. Интензитет те промене је већи за дуже време укупног трајања путовања радарског сигнала, тако да веће разлике у учестаностима значе и већу удаљеност циља. Интензитет промене је стога директно повезана са пређеним путем радарског сигнала и може да се прикаже на инструменту. Ова врста обраде сигнала је слична оној који се користи у Доплеровом радару за мерење брзине. Учесталост се генерално мења у линеарном моду, тако да постоје горње и доње вредности и скок приказа између промена у учестаности, у виду „зуба“. Ако се учесталост стално мења са временом, тада се учестаност ехо сигнала значајно разликује од емисије.
На слици десно је дијаграм у линеарном облику, где је разлика Δf пропорционална вредности одступања времена путовања Δt и величини удаљености до циља R. Када се одраз прими, учестаност, оба сигнала се могу упоредно анализирати. На основу добијених апсолутних вредности модулације, може се срачунати удаљеност до циља:
| {\displaystyle \ R={\frac {{\ c_{0}}\cdot \|\Delta t\|}{2}}={\frac {{\ c_{0}}\cdot \|\Delta f\|}{2\cdot \left(df/dt\right)}}\quad } | {\displaystyle ;\quad \iff \quad } | Где су: - {\displaystyle \ R} [m] = удаљеност од радара до места циља - {\displaystyle \ c_{0}\approx 3\cdot 10^{8}} [m/s] = брзина светлости - {\displaystyle \Delta t} [s] = измерена разлика у времену - {\displaystyle df/dt} = промена учестаности по јединици времена |

Предност овога система је у нижој цени, пошто може радити на ниским учестаностима, која се користи и у комерцијалном домену, као што је телевизија. У одређеном периоду технолошког развоја, системи са високом учестаности, били су далеко скупљи.
Земаљски радари, овог типа, користе мале снаге емитовања, са већим су опсегом учесталости, што их значајно прикрива од откривања противника и омогућује корисну софтверску надоградњу. Веома су погодни за детекцију „уљеза“ са малим транспортним средствима (чамци и слично) и у случају прикривања кроз природно растиње.

### Мерење брзине
Класична метода одређивања брзине, са мерењем пређеног пута за протекло време и поделом тих вредности, заснива се на дефиницији, да је иста изведена физичка величина из њих. Доплеров ефекат је директан метод мерења брзине, веома прецизан и брз, при чему радарски систем не захтева меморију. Принцип се заснива на промени учестаности услед релативног кретања радара и објекта (циља), предмета детекције. За овај принцип неопходна је апликација уређаја „доплер радар“. Поред овог принципа постоје и други, са другим типовима радара. Доплеровим ефектом могуће је одредити само релативну брзину циља дуж линије вида од радара до њега. Она је једино и резултујућа када се поклапа линија вида и правци кретања објекта и радара. Свака од нормалних компоненти брзине циља на линију вида не може се одредити коришћењем само Доплеровог ефекта, али може бити одређена са допунским праћењем промене угла азимута и елевације циља, током времена.
Мерењем брзине циља, дуж линије вида радар – циљ и промене угаоне брзине азимута (код летелице и елевације) довољно је елемената за одређивање резултујуће брзине објекта. Код таквих савремених радарских система ову радњу срачунавања брзине, на основу измерених потребних свих параметара, прецизно извршава рачунар.
Са радарима, са континуалним таласом, без импулса, могуће је мерити резултујућу брзину циља, са слањем чистог сигнала
 познате учестаности. Овај тип радара и принцип мерења брзине, користи се у контроли друмског саобраћаја.

### Обрада сигнала Доплеровог импулса
Расподела растојања представља појединачне делове дужине, пређене између сваког преноса импулса. Расподела импулса представља сваки следећи, у току којег су узети узорци растојања. Брза Фуријеова трансформација је конвертовање временског домена узорака у спектар домен учестаности.
Обрада сигнала Доплеровог импулса укључује филтрирање учестаности, у откривању процеса. Простор између сваког преноса импулса је подељен на опсег ћелија. Свака ћелија се независно филтрира, слично као процес који користи анализатор спектра да производи и приказује различите учестаности. Свака другачија удаљеност даје и другачији спектар. Ови спектри се користе за обављање процеса детекције. То је потребно да би се постигле прихватљиве перформансе у непријатељском окружењу које укључују временски услови, терен и електронско ометање.
Обрада сигнала Доплеровог импулса има две намене. Основна намена је мерење амплитуде и учестаности свих рефлектованих сигнала са различитих удаљености.
Ово користи метеоролошки радар за мерење радијалних брзина ветра и процентуалне падавине у јединици запремине ваздуха. Повезано је са рачунарским системом, који генерише електронску метеоролошку мапу, у реалном времену. Метеоролошки радар користи мале учестаности. За њега захтеви нису строги, као за војне системе, пошто поједини сигнали обично не морају да буду раздвојени. Мање је софистицирано филтрирање захтева од радара за контролу лета.
Друга намена је обезбеђење потребне способности за побољшање перформанси за војне потребе, за борбу у ваздуху изнад и испод хоризонта (поглед горе / поглед доле). Такође се користи и на земљи за контролу саобраћаја. Обрада сигнала Доплеровог импулса повећава максимални домет, користећи мање зрачење у окружењу авиона, пилота, брода, посаде, пешадије, и артиљерије. Рефлексија терена, воде, и метеоролошке падавине праве јаче сигнале него што рефлектују авиони и ракете. Брзо кретање циља (летелица) омогућава радарско прикривање и са допунским коришћењем разних техничких мера и употребом „стелт“ технологије, повећава се шанса за преживљавање и победу у борби. Обрада сигнала Доплеровог импулса садржи више софистицираних електронских принципа филтрирања за безбедно елиминисање ове врсте слабости. Ово захтева коришћење средње учестаности за обнављање импулса са уређајем који има велике динамичке могућности. Војне апликације захтевају средње учестаности за обнављање импулса који спречава лако откривање, а опсег резолуције за идентификују и прави избор свих рефлектованих сигнала. Радијално кретање је обично повезано са Доплеровим импулсом за производњу сигнала за закључавање, које не може бити сигнал ометача радара. Обрада сигнала Доплеровог импулса такође се користи и за производњу звучних сигнала за упозорење на идентификовану опасност.

### Одређивање положаја циља

#### Азимут
Азимут је правац, дефинисан углом у хоризонталној равни, у сферном координатном систему.
Радаром се одређује бочни и вертикални угао положаја циља, кроз размену послатих и примљених података, са преносом енергије зрачења преко антене. За ово фокусирање на ове податке, користи се усмерена антена. Она је са високом концентрацијом зрачења. Угао мерења је могуће зато што антена има тачно податак правца за тачку из којег добија ехо сигнала. Ови углови се могу мерити у хоризонталној и вертикалној равни. Тачност мерења усмерености антене, повећава се са повећањем њене геометрије.
При овом мерењу радари раде са веома високим учестаностима. Разлози су:
- линеарно квази-оптичко простирање ових таласа,
- високе резолуције (мање таласне дужине, мањи детаљи се могу уочавати) и
- веће учестаности, не искључују мање са истом антеном, те је добитак код антене.[72]

Радарска антена ротира хоризонтално, да се прошири подручје надгледања са радаром. Овај пун угао ротације, може да се подели на вредности од 0 до 360°. Референтни смер је географски север, одакле се мери угао од 0° па до 360°. Повећање стране прираста величине угла је у смеру казаљке на сату (смер ротације и антене). Угао азимута је у смеру казаљке на сату у односу на правац кретања циља. Циљ може бити брод или ваздухоплов, што су најчешћи примери презентације.
За прецизно одређивање угла азимута мора се одредити репер, правац севера. Старији радари су морали одређивати тај правац са магнетним уређајем. Модернији радари решавају овај проблем са сателитском везом, са системом GPS.
|                          |                                                                                  |
| Дефиниција угла азимута. | Расподела амплитуде повратног сигнала показује највећу вредност у центру антене. |

#### Елевација
Угао елевације се обично обележава са грчким словом ε (епсилон). Представља угао између хоризонталне равни и праве линије, која спаја антену са циљем, мереним у вертикалној равни. Та вертикална раван се сече са хоризонталном у правој линији, која представља крак завршетка угла азимута. Референтни смер угла елевације, је хоризонтална раван (ε = 0°), расте са ширењем кракова изнад хоризонталне равни. Краци угла елевације се секу у тачки која се поклапа са антеном радара. Према томе, вредност угла елевације изнад хоризонталне равни је позитивна, а испод негативна (види слику десно).
Угао елевације се мери са зрачењем антене са уским зрацима, која се вертикално ротира (скенира), механички или електронски. Из тренутног положаја антене узимају се подаци за угао елевације. Код технолошки старијих радара, ове податке је преузимала посебна радарска опрема, која се зове радио висиномер и рачуната је висина лета од измереног угла елевације и удаљености антене до циља.
Данас, савремени тродимензионални ваздухопловни радари, све те податке аутоматски снимају, обрађују и приказују. У ваздушном саобраћају је контрола са дводимензионалним радаром, у хоризонталној равни, а по висини са секундарним радаром.
|                            |  |
| Дефиниција угла елевације. |  |

#### Прорачун висине циља
За одређивање висине летелице (типичног циља за радар) основа је троугао приказан на слици:
{\displaystyle \ H=R\cdot \sin {\epsilon }}

На основу реалног положаја циља, у ваздушном простору, у односу на површину земље, мора висина да се коригује због различите густине ваздушних слојева у атмосфери. Кроз њих се електромагнетни таласи различито преламају, а и закривљеност површине Земље је разлог за корекцију. Прорачун висине циља не може се свести само на тригонометријску функцију, на основу карактеристичног троугла, већ егзактније се морају узети у обзир и наведени утицаји. Оба наведена фактора учествују у прорачуну параметара висине, при коришћењу радарских система. Егзактније се може обрачунати утицај закривљености Земље: 
| {\displaystyle \ H=R\cdot \sin {\epsilon }+{\frac {R^{2}}{2\cdot r_{e}}}} | {\displaystyle ;\quad \iff \quad } | Где су: - {\displaystyle \ H} = висина циља од земље - {\displaystyle \ R} = најкраћа удаљеност до циља - {\displaystyle \ \epsilon } = угао елевације - {\displaystyle \ r_{e}} = радијус Земље (око 6.370 ) |

На слици десно, види се геометријска зависност. Троугао између тачака: у центру Земље, локације радара и положаја авиона у ваздушном простору. На основу тригонометријске функције дотичних троуглова, следе једначине:
{\displaystyle \ R^{2}={r_{e}}^{2}+\left(r_{e}+H\right)^{2}-2r_{e}\left(r_{e}+H\right)\cdot \cos \alpha }
Под претпоставком да је Земља сфера може се извести из угла α део њеног обима. То се једноставно израчунава са односом података за цео обим Земље.
{\displaystyle \ 360^{0}\cdot R_{topogr}=\alpha \cdot 2\pi \cdot r_{e}}
Овај начин одређивања дела обима Земље може бити коришћен као апроксимација (у овом случају, међутим, и даље није укључен утицај преламања) и сматра се да одражава топографску удаљеност.
У пракси је простирање електромагнетних таласа под утицајем рефракције, то јест пренос радарског снопа није подударан страницама троугла. Његове странице су закривљене због утицаја:
- учесталости,
- атмосферског притиска,
- температуре и
- влажности ваздуха.

За приближно израчунавање износа, узимајући у обзир рефракцију, често се у пракси користи као еквивалент радијуса Земље вредност 4/3 · re ≈ 8.500 km. Додатни корективни фактор може да буде унет накнадно у рачунар.
Као илустрација, за радар са ознаком PRW-16, користи се формула за израчунавање висине уоченог циља:
Делове ове формуле представљају:
{\displaystyle \color {Sepia}1.} Вредност без утицаја закривљености Земље.
{\displaystyle \color {OrangeRed}2.} Утицај закривљености Земље на висину циља, за еквивалент њеног радијуса од 8.500 km.
{\displaystyle \color {OliveGreen}3.} Утицај рефракције у атмосфери
{\displaystyle \color {ProcessBlue}4.} Ниво буке, као мере температурног коефицијента.

### Смањење ефекта интерференције
Са обрадом сигнала у радарским системима, смањује се ефекат ометања радара. Обрада сигнала технички укључује индикацију покретне мете, обраду сигнала Доплеровог импулса, рачунски обрађену детектовану покретну мету, повезаност са споредним радаром за надгледање циљева у простору, простор-време за адаптацију обраде и праћења циља пре детектовања. Понављана константа за лажни аларм и дигитални модел терена обрађује се и користи у оквиру гужве окружења.
Постоји неколико техника да би се смањио ефекат интерференције између сигнала радара, других извора и ометача. Генерално, ове технике могу бити категоризоване као техничка разноликост простора, учесталости, времена и фазе, схватајући да је спектар генерално само у фреквентном домену. У принципу, приликом дељења у овом домену, друге различитости технике могу да помогну да се ублаже сметње, са разменом података, јер различитост обухвата све четири димензије.

## Подсистеми радара
Радар сачињавају компоненте:
- Антена, преко које се емитују генерисани и примају рефлектовани (повратни) сигнали.
- Предајник генерише радарске сигнале у магнетрону, а обликује их у модулатору.
- Таласовод повезује предајник и антену.
- Дуплексер служи за пребацивање везе између антене и предајника и истовремено антене и пријемника.
- Пријемник прима препознати облик жељеног сигнала (импулса). Оптималан пријемник може бити пројектован са коришћењем упарених филтера.
- Електронско рачунарски део, софтверски и управљачки подржава све уређаје и контролише антену у скенирању простора.
- Периферици и везе према крајњим корисницима.[79][80][81]

### Антена
Радио-сигнали, емитовани из извора, без усмерења се шире у свима правцима равномерно, а антенским „огледалом“, усмерено се простиру у снопу према циљу. Повратне, рефлектоване сигнале, према антени, пријемник региструје у ужем снопу, у истом правцу и супротном смеру циљ – антена. На овај начин радар лако одређује правац, у коме се налази циљ. Усмеравањем снопа зрачења, постиже се рационалност, где је велики део генерисане енергије усмерен према циљу, без расипања у свим правцима, као код неусмереног зрачења. Ипак, не може се идеално сва енергија усмерити у основни сноп зрачења. 
Независно од употребе да ли је антена за емитовање или пријем, битна јој је карактеристика ефикасности усмерења у основни сноп. Неке антене су веома усмерене, односно, више енергије се преносе у жељеном правцу него у нежељеном. Однос између количине енергије усмерен у жељеном правцу у односу на усмерену енергију у нежељеном правцу је добитак (ефикасност). Иста је ефикасност (добитак) антене у отпремној и пријемној улози, ако је заједничке намене. Енергија зрачења из антене формира поље, по одређеном обрасцу зрачења. Интензитет ове енергије се мери на различитим угловима на константној удаљености од антене. Облик овог обрасца зависи од типа и конструкције антене, која се користи.
За графички приказ овог обрасца, користе се два различита типа графикона, у поларним и правоугаоним координатама. Графикон у поларним координатама је веома погодан за проучавање обрасца зрачења. У поларном координатном систему, вредности се налазе на концентричним круговима, различитог радијуса, у односу на ротирајућу осу (приказано на првој слици десно).
Главни „режањ“ је регион око правца максималног зрачења (обично регион који је -3 dB при врху главног снопа). На датој слици је главни сноп усмерен према северу.
Бочни „режњевима“ (снопови) су мањи, који су одмакнути од главног снопа. Овим нежељеним „режњевима“ је обично зрачење у нежељеним правцима и они никада не могу бити потпуно елиминисани. Ниво бочних „режњева“ (или однос бочних режњева) је важан параметар, користи се за карактеризацију обрасца зрачења. То је максимална вредност тих споредних снопова, удаљених од главног, а изражава се у децибелима. Један нежељени „режањ“ је задњи, он је део обрасца зрачења који се простире супротно (уназад) од главног снопа.
Други графикон десно, показује образац зрачења у нормалним координатама, за исти извор. Настао је пресликавањем поларног, тако што су вредности са радијуса концентричних кругова пренете на ординату (вертикална оса), у паровима, лево и десно у односу на основни „режањ“, а угаони помак између радијуса је нанет на апсцисну осу (хоризонтална). Мерне скале у графиконима могу бити линеарне или логаритамске. За анализу обрасца зрачења антена, користи се као поједностављен графикон.
Једна од најзначајнијих карактеристика обрасца зрачења антене је угаони опсег (ширина главног снопа), у којем се налази најмање половина од максималне снаге. Угаони опсег је сегмент великог „режња“, ограничен страницама јачине од око -3 dB, у пределу максималне јачине поља. Угаони опсег, у графикону поларног система, је угаони сегмент између два радијуса интензитета -3 dB, а у нормалном координатном систему је поље између две координате исте такве вредности, у оквиру главног снопа. Угаони опсег је сноп ширине, са ознаком Θ (или угао φ). Ширина снопа Θ је тачно угао између 2 црвене линије, у сликама десно.
Ефективан антенски отвор је Ае, то је површна пресека усмереног снопа, свих сферних површина кроз који пролази (види слику десно). Кроз те „прозоре“ (отворе) се емитује или прима радарски сигнал. То је кључни параметар, који карактерише рад антене. Ефикасност те области се дефинише следећим односом (коришћен је и у поглављу „Математичка дефиниција параметара радара“):
| {\displaystyle \ G={\frac {4\pi \cdot A_{e}}{\lambda ^{2}}}\iff \ A_{e}=\ K_{a}\cdot A} | {\displaystyle ;\quad \iff \quad } | Где су: - {\displaystyle \ \lambda =} таласна дужина - {\displaystyle \ A_{e}=} ефективни антенски отвор - {\displaystyle \ A=} стварна површина антене - {\displaystyle \ K_{a}=} ефикасност антенског отвора |

Ефикасност антенског отвора зависи од расподеле зрачења кроз њега. Ако је расподела линеарна онда је Ка = 1. Ова висока ефикасност је праћена релативно високим нивоом споредних снопова (режњева), добијених линеарном расподелом зрачења. Дакле, антене са више практичних нивоа споредних снопова има антенски отвор мање ефикасности од један (Ае < А).
Антена је један од најугроженијих делова радара:
- Користи електромагнетну енергију радарске (радио) учестаности предајника и распоређује ту снагу у одређеном правцу и смеру.
- Усмерава узан сноп таласа по правцу и смеру, са довољном тачношћу и резолуцијом, што је основа за мерење високе тачности.

- Брзо ажурира примљене повратне податке од циља. Зато у случају механичког скенирања, угаоне брзине механичког закретања антене морају бити довољно велике. Овај захтев је тешко механички испунити, за услове постизања велике поузданости да не дође до чешћих кварова. Поготово, што за веће опсеге учестаности антена има веће димензије и масу, односно момент инерције па и већа кинетичка оптерећења.[84]

Антена је пројектована за извршавање ових задатака у свим временским условима. Због тога се често користе заштитне конструкције, са којима се обезбеђују разумни, стабилни и услови њене заштите.
Конструкција и концепција антена има директан утицај на перформансе радара.
С обзиром на захтеве, најчешћа су два основна типа радарских антена у употреби:
- сателитске (параболични рефлектор) и
- антене са фазном решетком.[15][41][82][84]

#### Параболични рефлектор
Модернији системи користе антену сличну тањиру, са изводницама параболе. Служи за усмеравање снопа емитованог таласа, обично, уједно и за пријем рефлектованог снопа. Често иста антена комбинује обе функције, са две вредности радарске учестаности, како би се омогућило аутоматско управљање и заштита радара.
Параболични рефлектори могу бити са симетричним или са деформисаним изводницама:
- Симетричне параболичне антене производе уски сноп таласа, у облику „оловке“ у обе координатне осе „X“ и „Y“ и самим тим имају већи учинак. Савремени импулсно-доплерски метеоролошки радар користи симетричну антену, да би ефикасно извршио детаљно запреминско скенирање атмосфере.[85]
- Деформисане параболичне антене производе уски сноп у једној димензији и релативно широк сноп у другој. Ова функција је корисна ако се циљ открива преко широког опсега углова и ако је то важније од локације циља у три димензије. Радари за дводимензионални назор највише користе овакве антене са уским снопом по азимуту и са широким по елевацији. Ова конфигурација омогућава сноп радара оператеру да открије авиона на посебном азимуту али на великом распону висина. Насупрот томе, посебни радари користе антену са уским вертикалним снопом и са широким по азимуту, за откривање авиона на одређеним висинама, али са малом прецизношћу по азимуту .[15][82][84]

Сателитске антене, најчешће се користе у радарској технологији и то по облику симетричне параболичне. Конструктивно су округли рефлектори, део параболоида, обично је од метала, често је само мрежа у металном кружном оквиру. Отвори у мрежи морају бити мањи од λ/10. Овај рефлектор представља огледало за електромагнетне таласе.
У складу са законима оптике и геометрије, овај рефлектор одбија све зраке паралелно са својом осом и они тако напуштају његову унутрашњу површину. Рефлектор одбија ове зраке са фазним помаком од 180°, испред себе у равански талас формиран од паралелних зрака. Тако да зраци пристижу до одређеног авиона (или других објеката), вертикално на његову силуету. Графички десно је приказано усмеравање за идеалним обликом округлог рефлектора (антене) радара. Овај емитује врло узак сноп, као „оловка“. Ако рефлектор има деформисан елиптичан облик, онда производи и одговарајући облик снопа.
Сателитска антена има углавном ротационо симетричан образац зрачења високе ефикасности, високих карактеристика емитовања и пријема рефлектованих таласа, са релативно малим је бочним „режњевима“.
Ефикасност параболичне антене Gtanjir, може се поуздано одредити са коришћењем апроксимације:
{\displaystyle \ G_{tanjir}\approx {\frac {160^{2}}{\theta _{Az}\cdot \theta _{El}}}}
Где је:
- {\displaystyle \ \theta _{Az}} = половина угла снопа у хоризонталној равни (азимута)
- {\displaystyle \ \theta _{El}} = половина угла снопа у вертикалној равни (елевације)[86]

#### Облици скенирања
- Примарно скенирање је техника у којој се главни сноп зрачења помера у циљу прекривања одређеног угаоног простора. то може бити кружно и угаоно секторско скенирање.
- Секундарно скенирање је техника где се антена „храни“ (напаја) са помереним произведеним снопом зрака за скенирање, примери укључују конусна скенирања, скенирање једносмерних сектора, пребацивање „режња“.
- „Палмер скенирање“ је техника која се реализује са скенирањем зрака померањем главне антене (тела) и са напајањем. „Палмер скенирање“ је комбинација основног и секундарног скенирања.[15][33][84]

#### Антена са прорезима
Антена са прорезима нема рефлектор, али пројекат јој је компактан и ефикасан. Електронски је подесива тако што емитује електромагнетну енергију директно кроз отворе, низом прекидача диода. Систем прореза на сегментима усмеравају електромагнетне таласе, слично као параболични рефлектори. Поларизација антене са прорезима је линеарна. Прорези са својом величином, обликом и дубином, конструктивно су различити и од утицаја су на подешавање перформанси антене.
Овај тип антена је посебно погодан за надгледање, скенирање хоризонталне површине (по азимуту, где вертикални захтеви по елевацији могу да остану константни. Има предности у односу на параболичне, у нижој цени и безопасном излагању ветру, због чега је погодна за примену на броду, зоне аеродрома и надзор лука. Користи се као антена за радаре у микроталасној апликацији.
За поређење са параболичним типом антене емитујући рог, на крају сегмента, усмерава конусни сноп излазне енергије према прорезу, а из њега је усмерен у уски сноп.
Рефлектована енергија од циља следи обрнути пут и усмерена је кроз прорезе на пријемник.
Прорези морају бити израђени са великом прецизношћу, пошто одређују радну таласну дужину. За један сантиметар таласне дужине, рефлектор утиче са одступањем у тачности израде прореза са једним или два милиметра. Прорези на антени су заштићени са микроталасним пропустљивим (провидним) материјалом, што их визуелно прикрива.
Синтеза релативног положаја отвора на антени и резултата података о положају покретног циља, после процесирања, гледано из једног истог извора који се креће са познатом брзином, има широку примену у ваздухопловним радарским системима на авионима. Са снимљеним подацима о релативном кретању између антене и циља у простору, обезбеђује се промена посебних дугорочних кохерентних сигнала, који дају финију резолуцију слике података (синтетички отвори радара; енгл. Synthetic aperture radar). Овај принцип је примењен код радара беспилотне летелице MQ-1 Предатор.

#### Антена с фазним низом
Други наведени метод управљања са процесом скенирања, остварује се антеном с фазним низом. То је антена са више сличних низова елемената решетке, у једној плочи - фазираној антенској решетки. За контролу већег простора, користи се више таквих сличних елемената, распоређених на одговарајући начин. Радари, антеном с фазним низом, не захтевају механичко померање, за угаоно закретање зрака по азимуту и елевацији (скенира). Фаза сигнала је померена, за сваки елеменат низа решетке антене, појединачно за угао од Δφ, тако да је сноп појачан и усмерен у жељеном правцу, а поништен у свима другим. У случају да нема међусобног фазног помака напајања елемената низова решетке, радарски сноп је усмерен нормално у односу на плочу антене (види слику доле). Наизменичним укључивањем напајања, без и са фазним помаком, добија се угаоно померање радарског снопа. Овако се зрак може угаоно померати (скенира) са угаоном брзином и на хиљаде степени у секунди, што је довољно брзо да „радарско осветљење“ прати многе појединачне циљеве и при томе периодично врши широку претрагу простора. Антенска плоча може да се подели на два и више сегмената са међусобним фазним померањем напајања. Ако се ти елементи међусобно синхронизују у редном низу фазно помереног напајања, остварује се укупни већи угао кретања снопа, односно угаоног простора радарског претраживања. Међутим, уским снопом се не може ефикасно управљати са углом претраживања изван одређене границе, у односу на раван низа, само једне плоче. Теоријски је то ограничење до 120°. За потпуну покривеност простора од 360°, потребно је више таквих плоча антена, адекватно распоређених у простору. Сасвим је довољно поставити три плоче, по једну на сваку страницу троугласте пирамиде (види слику). На овај начин се постиже, електронским скенирањем, кружно кретање усмереног зрака, сличним ефектом као механичко обртање антене за 360°. Антена с фазним низом има велику предност, пошто нема механичког кретања, инерције, погона, па ни извора кварова. Ове плоче могу бити далеко веће површине, па су и такве антене веће ефикасности.
|                                                                            |                                                                 |
| Блок шема модула предајник / пријемник, антене са електронским скенирањем. | Приказ функције емисије радара са фазираном антенском решетком. |

Антена с фазним низом, коришћена је од најранијих година употребе радарских система, још у Другом светском рату, али ограничења тадашњег нивоа електронике условљавала су малу тачност. Првобитно су се користиле у системима за ракетну одбрану. Сада су „срце“ бродског борбеног система „Егис“, као и ракетног система MIM-104 Патриот, и све више се користе и у другим областима због одсуства покретних делова, што их чини поузданим. Конструктивно дозвољавају много већу ефективну површину плоче антене, што је корисно код борбених авиона са ограниченим простором у носном делу трупа, који је у старијој технологији механичког скенирања конструктивно условљавао још мању ефективну површину, због обавезног слободног простора за угаоно кретање.
Сталним падом цене електронике и због великих предности, радари, који су опремљени антеном с фазним низом, постали су све чешћи у оперативној употреби. Скоро сви модерни војни радарски системи су засновани на антенама с фазним низом, где се мали додатни трошак у почетној инвестицији брзо надокнади са повећаном поузданошћу и мањим трошковима одржавања система без покретних делова. Традиционална конструкција са механичким померањем антене, у функцији скенирања, још увек је у широкој употреби, првенствено у надзору ваздушног саобраћаја, код метеоролошких радара и у сличним системима, где је одлучујући фактор мања почетна инвестиција.
|  |  |  |

|  |  |

Радари, који имају антену с фазним низом, погодни су за употребу на борбеним авионима, пошто имају већи домет, а истовремено могу да прате више циљева. Први авион са радаром, који је имао антену с фазним низом, био је B-1B Ленсер. Први серијски ловачки авион са радаром, који имају антену с фазним низом, јесте МиГ-31. МиГ-31М, са радаром Заслон, антеном са фазним низом, сматра се најмоћнијим ловцем на свету.

### Предајник
Предајник радара производи кратке импулсе, велике учесталости и снаге. Радарски предајник обавезно испуњава карактеристике:
- Потребну енергију електромагнетних таласа, за захтеване перформансе импулса.
- Одговарајући пропусни опсег HF (високе учесталости).
- Произведену снагу HF, са довољном стабилношћу учесталости, како би се омогућила даља обрада сигнала.
- Лако модулисање облика импулса, према захтевима.
- Ефикасан, поуздан, лаган, велики животни век и мале трошкове.

Језгро предајника радара је појачало, а постоје различите могућности производње електромагнетне енергије:
- Принцип само-осциловања осцилатора, као што је магнетрон, који је напајан са импулсима високог напона. Модулатор обезбеђује ове импулсе високог напона за напајање предајника.
- Други систем је генератор таласа импулса, који се генеришу и преносе са малом снагом, а потом се доводе у појачало где се обезбеди потребна енергија. У већини случајева, радари са антенама с фазним низом користе овај принцип.[97]

#### Магнетрон
Магнетрон је развијен 1921. године, као моћна микроталасна електронска цев предајника. Почетком Другог светског рата је усавршен, а представљен је јавности, 1940. године.
Функција магнетрона, заснива се на брзини модулације електрона у одвојеном пролазном простору. Магнетрону су стога додате пролазне цеви, са контролом временског трајања. Он је само-побуђујући осцилатор, који ради на другачији начин од електронских цеви са линеарним снопом, као што су ТВ, или цеви појачивача. Јако електромагнетно поље, усмерено је под правим углом на сваки сегмент магнетрона (у облику крста), намењено је да произведе велику снагу радара. Магнетрон, код старијих издања, звао се „осцилатор са проточним пољем“.
Магнетрон је заправо диода, јер не користи мреже за контролу. Састоји се од масивног блока од бакра, који је повезан као анода. У центру блока (аноде) је отвор за довод напајања грејача, у центру цилиндричне катоде, индиректно грејани оксид емитује високу електромагнетну енергију. Довод мора бити довољно велики и стабилан да би грејач био у катоди у сталном положају. У блоку (аноди) уклопљене су 8 до 20 комора, које су резонантне шупљине и делују као кохерентни извори за кашњење (фазно померање). Ови резонатори имају уске прорезе,
 са којима се повезује простор између аноде и катоде.
|                                                           |                                                          |                          |
| Густина модулисаног протока ротирајуће емисије електрона. | Интеракција између дупље и ротирајуће емисије електрона. | Путања једног електрона. |

#### Модулатор
Модулатор служи да одреди тачан тренутак протока високог напона кроз цев, за стварање услова за генерисање кратког импулса, велике снаге предајника радара. За генерисање RF кратког импулса постоје две концепције конструкције радарског модулатора:
- Високонапонски прекидач, за некохерентни унос осцилирајуће снаге. Овај модулатор, састоји се од генератора импулса високог напона, и високонапонског прекидача. Са њима се стварају кратки импулси снаге, са којима се напајају коморе магнетрона, посебан тип вакуум цеви, које конвертују DC (обично пулсирајућа) у микроталасе. Ова технологија је позната као пулсирајућа снага. На овај начин, преноси се пулс од RF зрачења, сводећи га на жељену дефиницију, и обично са врло кратким трајањем.
- Хибридно мешање таласног облика напајања генератора и побуђивача, за комплексан, али кохерентан облик таласа. Овај таласни облик може бити генерисан од стране мале снаге / ниског напона улазног сигнала. У овом случају радарски предајник мора да поседује појачавач снаге. На овај начин, преносни импулс је унутар модулисани импулс и радарски пријемник мора углавном да користи технику „компресије импулса“.

Уређај који врши модулацију сигнала за емитовање је модулатор, а уређај који обавља инверзну операцију модулације примљеног сигнала, познат је као демодулатор (детектор). 

### Приказ на екрану
Током употребе радара развијао се и његов приказивач (енгл. Plan Position Indicator, скраћено PPI).
На слици је приказана класична варијанта, систем панорамског приказивања на екрану, из периода осамдесетих година прошлог века. Овај концепт се још увек користи код многих радара и омогућава приказ информација у облику мапе. Код стационарних радарских уређаја, северна страна мапе је дефинисана као горња страна на екрану приказивача.
На бродовима или ваздухопловима, у овом представљању, могуће је само преко допунских навигацијских уређаја приказати апсолутну оријентацију према северу. Недостаје приказ правца кретања брода или ваздухоплова, односно релативна оријентација екрана.
Међутим, он је добра основа као решење са својом мапом, за презентацију радарских сигнала за велике савремене рачунарске екране.

### Опсег учестаности
Традиционални називи опсега учесталости, настали су као шифроване ознаке у Другом светском рату и још увек се тако користе у војскама и авијацији широм света. Ови називи су прихваћени у Сједињеним Државама од стране IEEE организације и у међународној употреби од ITU организације. Већина земаља је додатно регулисала ово питање и разграничила делове опсега за војну и цивилну употребу. Остали корисници радио спектра, као што су дифузна индустрија и индустрија за електронска ометања (енгл. Electronic Countermeasures — ECM), замениле су традиционалне војне ознаке са својим властитим системима.

## Утицај на животну средину
Радарско зрачење је електромагнетно зрачење и један је од облика нејонизујућег зрачења које нема довољну енергију фотона (јер је мања од 12,4 eV) да би извршили јонизацију у биолошком материјалу али и поред тога својим дејством, учесталости од реда 100 kHz (300 kHz) до 300 GHz, може имати негативан утицај по здравље човека и његову животну средину, што почива на бројним епидемиолошким опажањима и истраживањима.
Старије генерације радара, са цевном електроником, били су велики загађивачи јонизујућим зрачењем, јер су секундарно емитовали рендгенско зрачење, што је имало штетан утицај на здравље људи, који су дуже време боравили у окружењу ових уређаја. Електронске цеви, у загрејаном стању, емитују рендгенске зраке. Оне су у ствари биле мали рендгени, од чијег зрачења су чланови посаде тих радара побољевали, са трагичним последицама.
Радарски зраци су усмерени у узан главни сноп, који се простире од антене до циља, а део рефлектованих у обрнутом смеру, од циља до антене, значајно смањене снаге. Поред главног снопа, од антене се нежељено формирају бочни и задњи „режањ“, мање снаге. Изван усмереног снопа, радарско зрачење може делимично да се шири услед дефракције, али на већим удаљеностима од антене. Зраци дефракције су занемарљиво мале снаге и нису густо усмерени. Ово зрачење, расипање рефлектованих зрака од осветљеног објекта и од режњева од антене „загађују“ животну средину електромагнетним таласима.
Главни сноп радарског зрачења обично је тако подешен и усмерен да не долази у директан контакт с људима. Означавањем заштитних зона, (у којима се ограничава кретања људи у време рада радара), применом бројних мера активне и пасивне заштите и и сталном едукацијом и провером обучености посада радара, у највећем броју случајева искључена је могућност да се корисници радара нађу у правцу радарског снопа зрачења (изузев код неправилног руковања, неисправности опреме или у току одржавања радара када су оператери или руковаоци радара и мехатроничари у обавези да носе прописану заштитну опрему). Савремени радари раде са смањеном снагом електромагнетног зрачења, која је усклађена са позитивним законским прописима, а и због потребе прикривања од непријатељских сензора. На основу овога, не би требало да постоји већи утицај радарског зрачења на здравље људи у кругу већем од 200 m, пошто радарски сноп изван овог простора нема утицај по здравље људи. Мали радари који се користе у војсци, за откривање живе силе (пешадија) и за контролу друмског саобраћаја, имају веома малу или занемарљиву снагу и специфичан принцип рада, у оквиру су лимитираних стандарда Европске уније.

У званичном саопштењу Агенције за ракетну одбрану САД као потенцијална опасност по живи свет и околину наводе се могућа штетна дејства радарског зрачења, велике учесталости и снаге, моћних плутајућих радара X-опсега у системима противваздухопловне одбране Америке, постављених на плутајућим платформама уз морску обалу, због; „потенцијалне опасности да ометају летење авиона, рад аутомобила, пејсмејкера и других електронских имплантаната уграђених у тело човека као и других електронских уређаја при њиховом излагању радарском снопу. Званичници морнарице САД су такође признали да ови радари могу да изазову активирање електроупаљача експлозивних средстава, ваздушних сигурносних јастука у аутомобилима и катапултирање избацивих седишта у војним авионима“.
|                                                                                    |                                        |
| Шема радарске мреже САД илуструје „загађеност“ животне средине радарским зрачењем. | Плутајући радар X-опсега, на Хавајима. |

На основу немачког савезног „Закона о контроли загађивања (26. BImSchV)“ и „Правилника о откривању метода за ограничавање електромагнетских поља“, направљена је препорука Савету Европске уније (1999/519/EC) о дозвољеним референтним вредностима електромагнетног зрачења, за све врсте извора, а услови и ограничења коришћења извора радарског зрачења, одређени су и цењени према њиховом корисном доприносу и потенцијалном ризику штетног утицаја на животну средину. У оквиру тога обухваћени су и радари, као извори емитовања електромагнетног зрачења, за које су прописане посебне референтне вредности приказане у наредној табели.